# Ganglionmoedercel

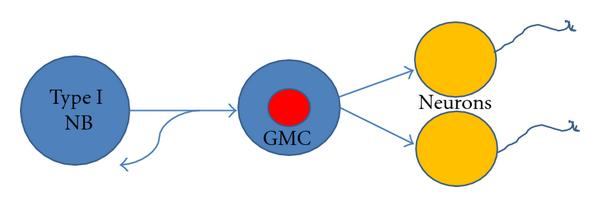
Bij type I-neuroblast ontstaan door asymetrische deling een ganglionmoedercel en een identieke neuroblast, in tegenstelling tot type II waarvan de dochtercellen bekend staan als intermediaire neurale voorlopercellen (INP's). De ganglionmoedercel differentieert vervolgens in twee neuronen.

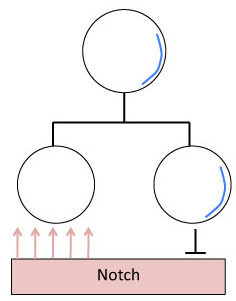
Het signaaleiwit Notch wordt blootgesteld aan beide dochtercellen van een neuroblast (een andere neuroblast en een ganglionmoedercel). Omdat Numb (weergegeven door de blauwe lijn) een Notch-suppressor is en alleen aanwezig is in de ganglionmoedercel, zal de ganglionmoedercel zich anders gedragen dan de andere dochtercel, een neuroblast.

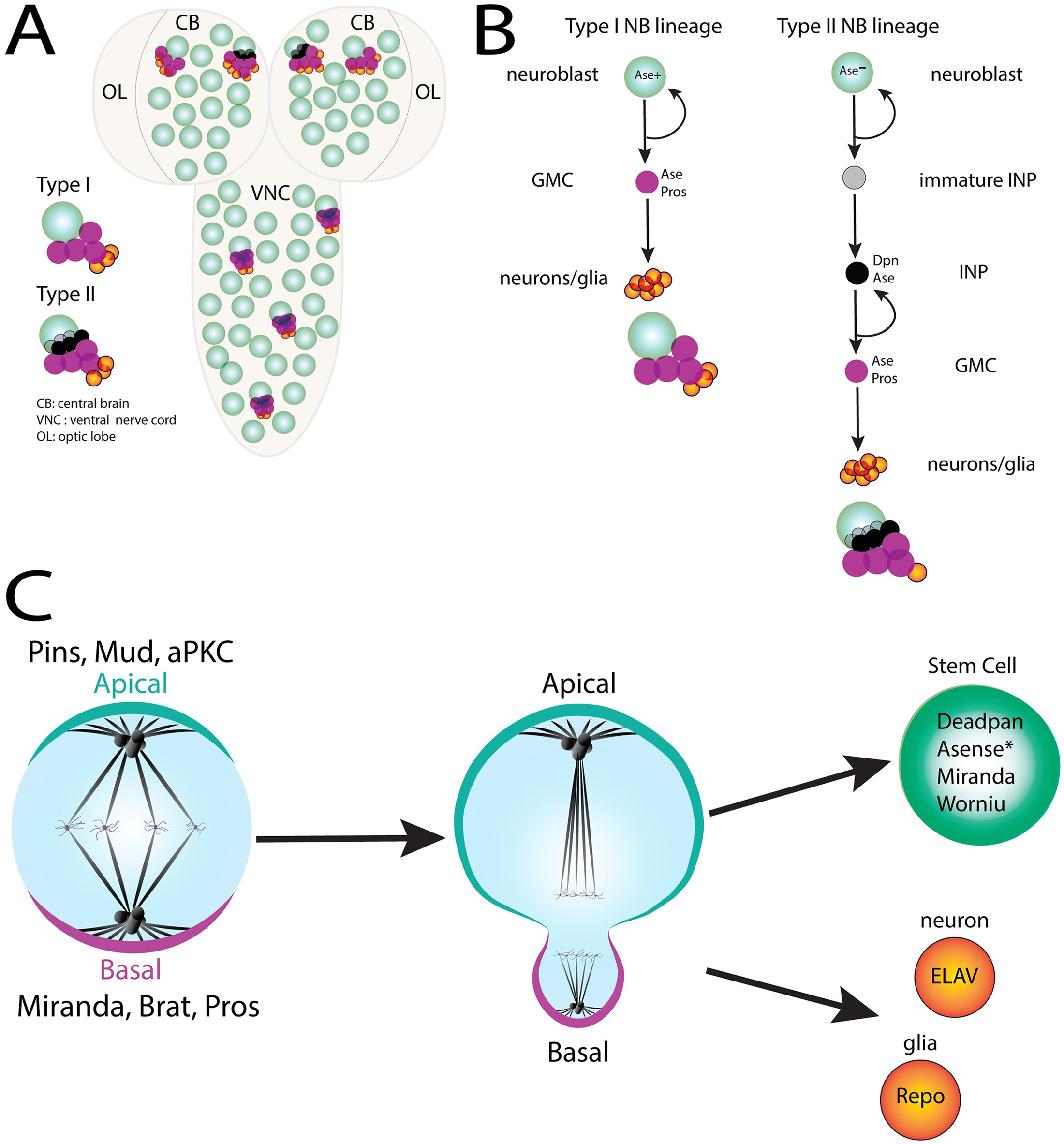
Verdeling van transcriptiefactoren tijdens asymmetrische deling van een type I- en type II-neuroblast

Ganglionmoedercellen (Engels:ganglion mother cell) zijn cellen die betrokken zijn bij de neurogenese en zijn alleen aanwezig in het centraal zenuwstelsel. Ze zijn ook verantwoordelijk voor de expressie van transcriptiefactoren. Terwijl elke ganglionmoedercel noodzakelijkerwijs twee neuronen oplevert, kan een neuroblast zich meerdere keren asymmetrisch delen.Ganglionmoedercellen zijn de nakomelingen van type I-neuroblasten. Neuroblasten delen zich asymmetrisch tijdens de embryogenese voor het vormen van ganglionmoedercellen.Ganglionmoedercellen zijn alleen aanwezig in bepaalde soorten en alleen tijdens de embryonale en larvale stadia. Onderzoek heeft aangetoond dat er een tussenstadium is tussen een ganglionmoedercel en twee neuronen. De ganglionmoedercel vormt twee ganglioncellen die zich vervolgens ontwikkelen tot neuronen of gliacellen.

## Embryonale neurale ontwikkeling bij de bananenvlieg
Tijdens de embryonale ontwikkeling bij de bananenvlieg delamineren neuroblasten van hun respectievelijke posities in het embryo en bewegen naar binnen, waardoor een één cellaag dikke ventrale cellaag ontstaat, bekend als het neurogene gebied. Het gebied is tweezijdig symmetrisch. De equivalente gebieden van neuronale groei in andere veelvoorkomende diermodellen hebben deze symmetrische eigenschap niet, waardoor de bananenvlieg de voorkeur geniet voor neurogene studie. Het neurogene gebied bestaat uit neuroblasten die zich delen en migreren gedurende de embryonale ontwikkeling. Een larve bevat ongeveer 30 neuroblasten per hemisegment van neurogeen weefsel. Op een bepaald punt zal een neuroblast asymmetrische celdeling ondergaan, wat leidt tot een neuroblast en een ganglionmoedercel. Elke neuroblast kan worden getraceerd via een afstammingslijn met behulp van methoden zoals groen fluorescent proteïnetransgeenexpressie om mechanismen van cellulaire diversiteit te onderzoeken. Een neuroblastafstammingslijn kan 3-20 ganglionmoedercellen produceren. Er is onderzoek gedaan om de beweging van neuroblasten en ganglionmoedercellen in het neurogene gebied tijdens de embryonale ontwikkeling te observeren met behulp van moleculaire merkers.

## Mitotische deling van neuroblasten bij de bananenvlieg
De dochtercellen van een neuroblast hebben twee duidelijk verschillende neurale bestemmingen. Dit wordt bereikt door neurale bestemmingbepalers, belangrijke eiwitten die asymmetrisch uit elkaar gaan. De meest opvallende zijn Numb en Prospero. Deze eiwitten zijn gelijkmatig verdeeld in de neuroblast totdat mitotische deling optreedt en ze volledig naar de nieuw gevormde ganglionmoedercel overgaan. Tijdens mitose komen Numb en Prospero in de basale hersenschors waaruit de ganglionmoedercel aftakt.

### Verdeling van transcriptiefactoren tijdens asymmetrische deling van een type I-neuroblast
- Numb is een onderdrukker van het Notch-signaaleiwit. Door de Notch-signalering te onderdrukken, kunnen de dochtercellen op verschillende manieren op hetzelfde signaal reageren, waardoor ze verschillende neurale bestemmingen kunnen hebben.
- Prospero is verantwoordelijk voor de genregulatie in de ganglionmoedercel.

Beide eiwitten werken samen met adaptereiwitten die hun overgang naar de basale hersenschors tijdens mitose vergemakkelijken. Deze eiwitten zijn Miranda en Pon.
- Miranda komt tijdens de interfase basaal voor en bindt zich vervolgens aan Prospero, waardoor het aan de basale hersenschors wordt verankerd. Zodra de ganglionmoedercel is gevormd, laat Miranda Prospero los, dat zich vervolgens gelijkmatig verdeelt over de nieuwe cel, en degradeert Miranda .
- Pon, ook bekend als "partner van Numb", bindt zich aan Numb en co-lokaliseert ermee tijdens de mitose.

Deze vier eiwitten werken om zelfvernieuwing (de celcyclus) te remmen en differentiatie (met name Prospero) te bevorderen, wat de reden is dat ganglionmoedercellen zich in hun gedifferentieerde nakomelingen verdelen in plaats van in meer ganglionmoedercellen. De voortgang van de celcyclus wordt geremd door Prospero omdat het cycline-afhankelijke kinase-remmer proteïne (CKI) activeert.
De essentiële differentiërende eiwitten die naar de dochterneuroblast gaan en niet naar de ganglionmoedercel zijn Bazooka, aPKC, Inscutable en Partner of Inscutable (Pins). De eiwitten (met uitzondering van aPKC) vormen een ternair complex in de apicale hersenschors, onafhankelijk van de eiwitten die naar de basale hersenschors gaan. Het eiwit aPKC bevordert zelfvernieuwing en moedigt de neuroblast aan om te blijven delen en zijn afstammingslijn uit te voeren.
Onderzoek heeft gesuggereerd dat bepaalde tumoronderdrukkende eiwitten (Lgl (Lethal giant larvae) (Lgl), Dlg (Discs large} of Brat (Brain tumor)) een cruciale rol spelen bij de asymmetrische verdeling naar neurale bestemmingen en hun lokalisatie in de basale hersenschors.[6] In klonale lijnen van neuroblasten die zo waren gemanipuleerd dat ze geen Lgl-activiteit hadden, werd Miranda niet asymmetrisch, maar gelijkmatig verdeeld over de hersenschors.
De tijdelijke regulatie van asymmetrische deling van neuroblasten wordt gecontroleerd door de eiwitten Hunchback (Hb) en seven-up (svp). Na deling hoopt svp zich op in beide dochtercellen en reguleert Hb omlaag. In de ganglionmoedercel reguleert Prospero seven-up omlaag, waardoor de tijdelijke veroorzaker van celdeling wordt geremd.

### Type I-neuroblasten

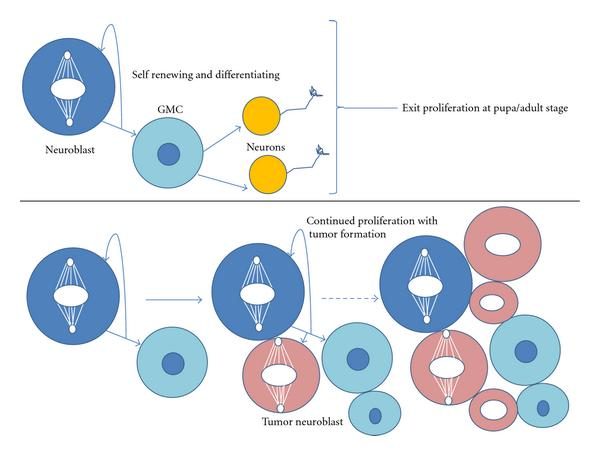
Boven: wildtype bananenvliegen hebben "normale neuroblasten" die een gereguleerd zelfvernieuwings- en differentiatieproces ondergaan om neuronen of ganglionmoedercellen te genereren. Deze proliferatie eindigt in het popstadium.
Onder: Een voorbeeld van een hersentumor die ontstaat als gevolg van ganglionmoedercellen die terugkeren naar het neuroblaststadium. Waarschijnlijk veroorzaakt door de afwezigheid van de Numb- of Brat-eiwitten in een type II-neuroblast of mogelijk door tevens de afwezigheid van Prospero in een type I-neuroblast.

Type I-neuroblasten zijn uitvoeriger geobserveerd en onderzocht dan type II. Het belangrijkste verschil tussen hen is dat type II aanleiding geeft tot een ander soort ganglionmoedercel (een transit-versterkende ganglionmoedercel, ook bekend als intermediaire voorlopercel), en dat de afstammingslijnen over het algemeen veel langer zijn. Transit versterkende ganglionmoedercellen vertonen een andere transcriptiefactor dan een generieke ganglionmoedercel, Deadpan (generieke ganglionmoedercellen hebben in feite Deadpan, maar niet buiten de celkern). Type II-neuroblasten bevatten geen detecteerbare niveaus van Prospero. In tegenstelling tot ganglionmoedercellen delen transit-versterkende ganglionmoedercellen zich vier tot acht keer, waarbij ze elke keer een andere transit-versterkende ganglionmoedercel en een generieke ganglionmoedercel produceren (die vervolgens twee neuronen produceert), wat de reden is dat type II-neuroblasten een groter nageslacht hebben dan type I. Type II-neuroblasten dragen een veel grotere populatie neuronen bij aan de hersenen van de bananenvlieg tumoronderdrukkende eiwit Brat resulteert de hele larvale hersenen in tumorvorming alleen binnen type II-lijnen. Tumorvorming treedt op wanneer transit-versterkende ganglionmoedercellen terugkeren naar type II-neuroblasten, wat resulteert in een sterk verhoogde celproliferatie. Het tumorfenotype kan worden onderdrukt met de introductie van ectopische Prospero. (Ectopisch is het voorkomen van genexpressie in een weefsel waarin het normaal gesproken niet tot expressie komt.) Een van de belangrijkste verschillen (misschien wel het belangrijkste verschil) tussen type I- en II-neuroblasten is de aanwezigheid van Prospero, wat suggereert dat de introductie van Prospero ervoor kan zorgen dat een type II-neuroblast transformeert in een type I. Het is ook mogelijk dat Prospero simpelweg de proliferatie van type II neuroblasten remt zonder ze te transformeren. Type I-neuroblasten, waarbij het gen dat codeert voor Prospero is uitgeschakeld, leiden tot tumorvorming.

## Ganglionmoedercellen en neurogeen onderzoek bij zoogdieren
Hoewel er geen exact equivalent is van ganglionmoedercellen in de neurogenese bij zoogdieren, produceren neurale stamcellen bij zoogdieren wel transit-versterkende voorlopercellen die de neurale populatie uitbreiden (vergelijkbaar met transit-versterkende-ganglionmoedercellen). Een ortholoog van Prospero bij gewervelde dieren (Prox1) is aanwezig in nieuw differentiërende neuronen en remt de proliferatie van neurale voorloperstamcellen. Dit is vergelijkbaar met Prospero's effect type II-neuroblasten die een tumorvormend fenotype tot expressie hebben gebracht. Het Prox1-eiwit wordt momenteel bestudeerd als een kandidaat-tumorsuppressiegen.